# 海事劳工公约
《海事劳工公约》（英語：Maritime Labour Convention - MLC）是2006年2月23日日第九十四届国际劳工大会通过的一项公约，又称《2006年海事劳工公约》，公约于2004年第103届国际劳工大会和2006年第105届国际劳工大会分别做了修订。公约于2013年8月20日生效。

## 背景
在第94届国际劳工大会举行之前，包括《1930年强迫劳动公约》、《1948年自由结社和保护组织权利公约》等近十条已生效的国际劳工组织公约组成了当时的国际海事劳工公约体系。另外，《1974年国际海上人命安全公约》、经修订的《1972年国际海上避碰规则公约》涵盖了船舶安全、人身安全和船舶质量管理的国际标准；《1978年海员培训、发证和值班标准国际公约》涵盖了海员培训和任职要求；《1982年联合国海洋法公约》制定了海洋中的所有活动的总体框架。在前述公约生效的背景下，国际劳工组合希望制定一项条例统一的单一文件，即本公约。

## 内容

### 基本权利和原则（第三条）
各成员国应确认其法律法规尊重以下基本权利：
1. 结社自由和有效承认集体谈判权利；
2. 消除所有形式的强迫和强制劳动；
3. 有效废除童工劳动；
4. 消除就业和职业方面的歧视。

### 海员的就业和社会权利（第四条）
每一海员均有权：
1. 获得符合安全标准的安全且受保护的工作场所；
2. 获得公平的就业条件；
3. 获得体面的船上工作和生活条件；
4. 享受健康保护、医疗、福利措施及其他形式的社会保护。

## 批准情形
截至目前，已有97个国家批准该公约。中国于2015年8月29日批准公约，并声明公约不适用于港澳。2018年8月6日，香港簽署《海事勞工公約》並於2018年12月20日生效。